# Seto (barrera)

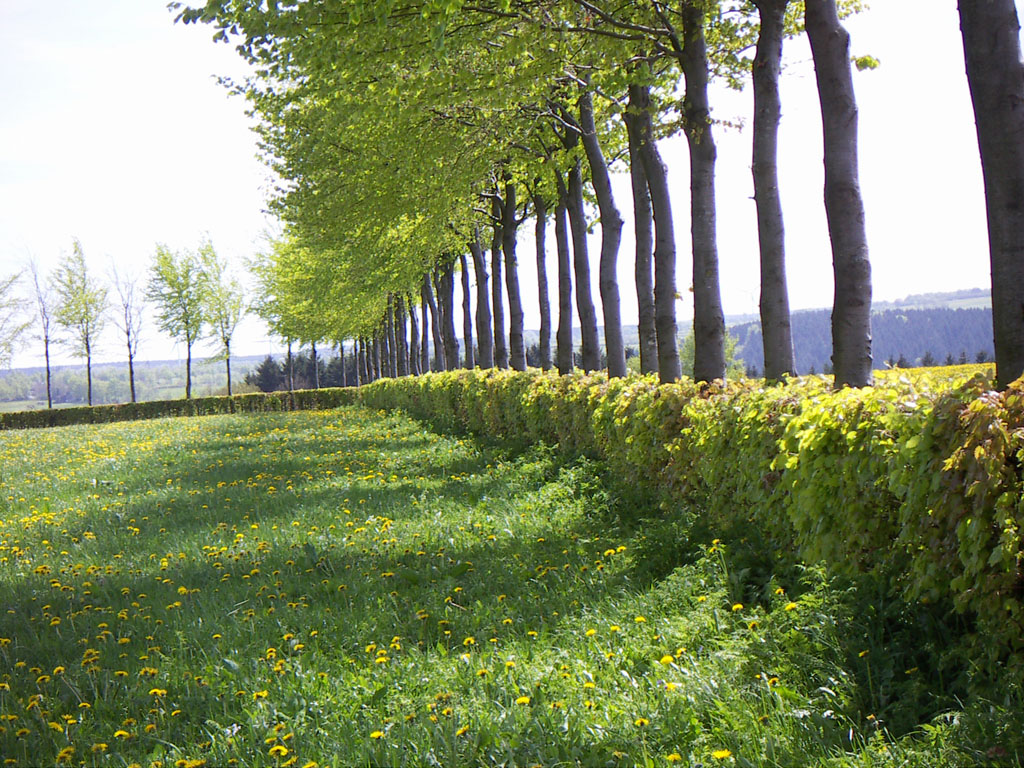
Seto de árboles que delimita prados y terrenos de cultivo.

Un seto es una delimitación de arbustos o árboles generalmente establecidos y mantenidos para formar una cerca o barrera. Los setos generalmente están dispuestos en límites de parcela para garantizar la separación de las propiedades o la protección contra la intrusión.
En el paisaje rural de las campiñas, compuesto de praderas rodeadas de setos, estos garantizan una función de frontera y de retención de las aguas de escorrentía. El seto vegetal es menos común en las regiones muy áridas y en las sujetas a los climas oceánicos donde la vegetación tiene dificultades para desarrollarse; en estos casos, se sustituyen por muros de piedra o por alambradas. 
El seto "natural" es el que da la preferencia a las especies locales y es una alternativa a las plantaciones uniformes de tuyas, o de laureles, demasiado sensibles a las enfermedades y la sequía.

## Etimología
La palabra seto designaba originalmente no una estructura enselvada lineal, sino a los macizos forestales.

## Origen
Los setos se introdujeron en Europa a partir de la Edad Media. Permitieron a los campesinos apropiarse de nuevo de las zonas enselvadas, mientras que los señores habían confiscado el acceso a los bosques. Los setos proporcionaban la madera de calefacción, indispensable para la cocina, así como un complemento apreciable de alimentación gracias a los frutos y a los pequeños animales que albergaban. 
Se los encuentra más frecuentemente a partir del siglo XVI. Se los utilizaba entonces para cerrar un terreno y delimitar la propiedad; pero también para impedir a los otros campesinos venir a alimentar a sus ganados en los pastos que delimitan. A partir del siglo XVIII, con la voluntad del desarrollo de los pueblos, la instauración de setos se intensificó progresivamente para dar la tradición del vallado con zarzas, saúco, o solamente de ramas entrelazadas (Seto muerto o seco, el que se hace de espinas u otras leñas entrelazadas) con lo que se trabajó el paisaje rural hasta la revolución industrial.

## Ventajas
El seto y el soto, y, en particular, las redes de setos vivos constituidos de especies autóctonas adaptadas a los ecosistemas presentan numerosos intereses por los cultivos y más generalmente sobre el medio ambiente. Los agricultores apreciaban antes su capacidad para delimitar las parcelas, proporcionando madera de calefacción y pértigas, protegiendo al mismo tiempo los cultivos del viento y la erosión, albergando al ganado y sirviendo de refugio a numerosas especies útiles como auxiliares de la agricultura.

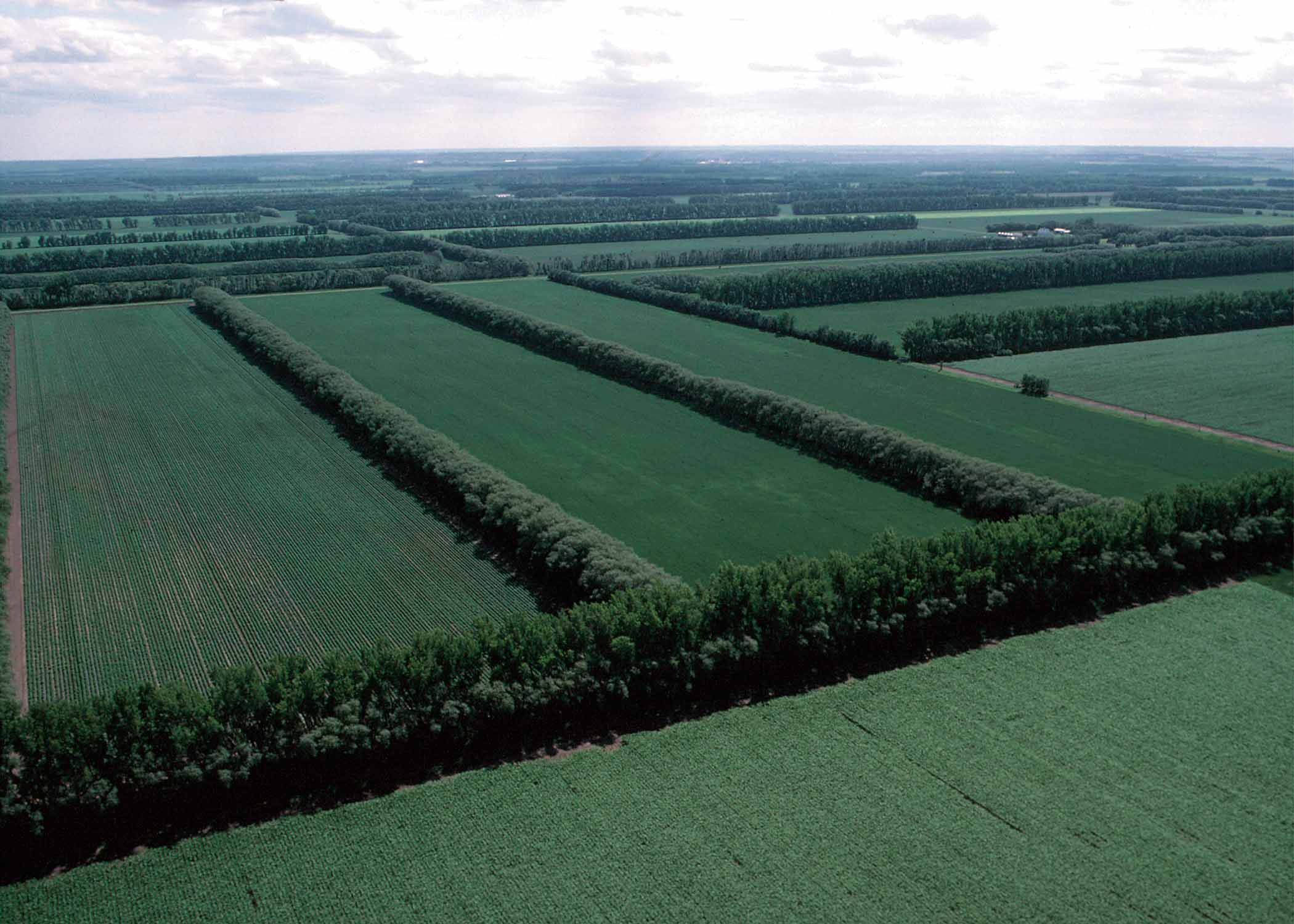
Seto de árboles que actúan como cortavientos de terrenos de cultivo.

### Regulación climática
El seto desempeña un papel de regulador microclimático: en verano, ofrece la sombra, y su evapotranspiración aumenta la sensación de frescura y la formación más duradera de rocío. La noche y en invierno, ofrece una protección contra los vientos fríos. La huerta, el jardín o la casa se encuentran protegidos de los golpes de los vientos violentos . La moderación microclimática puede ser de +/- 5 °C al refugio de un seto vivo y suficientemente denso pero no sella al viento. Detrás de una "pared vegetal" compuesta por ejemplo de coníferas exóticas en valla densa (thuyas, cipreses...), el viento choca con el obstáculo y la impresión de frío puede aumentar debido a las turbulencias que originan. Estos setos son por otra parte más sensibles a las tormentas. Durante la primavera y en el otoño, en clima moderado, el seto natural tiene un efecto tampón, recoge el calor para devolverlo progresivamente.

### Regulación hidráulica y protección de los suelos
Al favorecer la infiltración del agua a lo largo sus acanalamientos que tienen para desaguar  ayudan a ventilar los suelos, el seto contribuye a mejorar la alimentación de acuíferos subterráneos y a limitar a la vez los riesgos y efectos de los fenómenos de sequías/inundaciones además, retrasa mucho la erosión eólica o hídrica (resplandor) de los suelos. 

### Conservación de labiodiversidad
En el contexto actual de fuerte reducción de la biodiversidad, el seto contribuye a preservar lo que puede aún serlo, en particular, gracias a sus funciones de puntos de recogida de los ecosistemas sujetos a una fragmentación creciente. Las redes de setos vivos forman corredores ecológicos que permiten conectar lugares enselvados o sistemas de lindes o claros útiles o necesarios para el desarrollo de los ciclos biológicos de la fauna: lugares de cría, descanso, hibernación, de reproducción, etc además, los setos establecidos al favorecer las especies locales y genéticamente diversificados participan en la conservación de la diversidad genética. Además la biodiversidad requiriendo de una determinada complejidad de los ecosistemas, el seto, al crear zonas a la sombra o al sol, más seca o más húmedos o más frescos, los suelos menos rellenados, etc oferta a un gran número de especies el mínimo de complejidad ecológica necesario para su supervivencia. Para aumentar aún el potencial ecológico del seto, se pueden introducir y/o conservar árboles senescentes, árboles de secos y de leña con el fin de ofrecer a los insectos xilófagos la comida y el hábitat de los que tienen necesidad y a los pájaros y mamíferos cavernícolas los refugios y la comida que les son vitales.

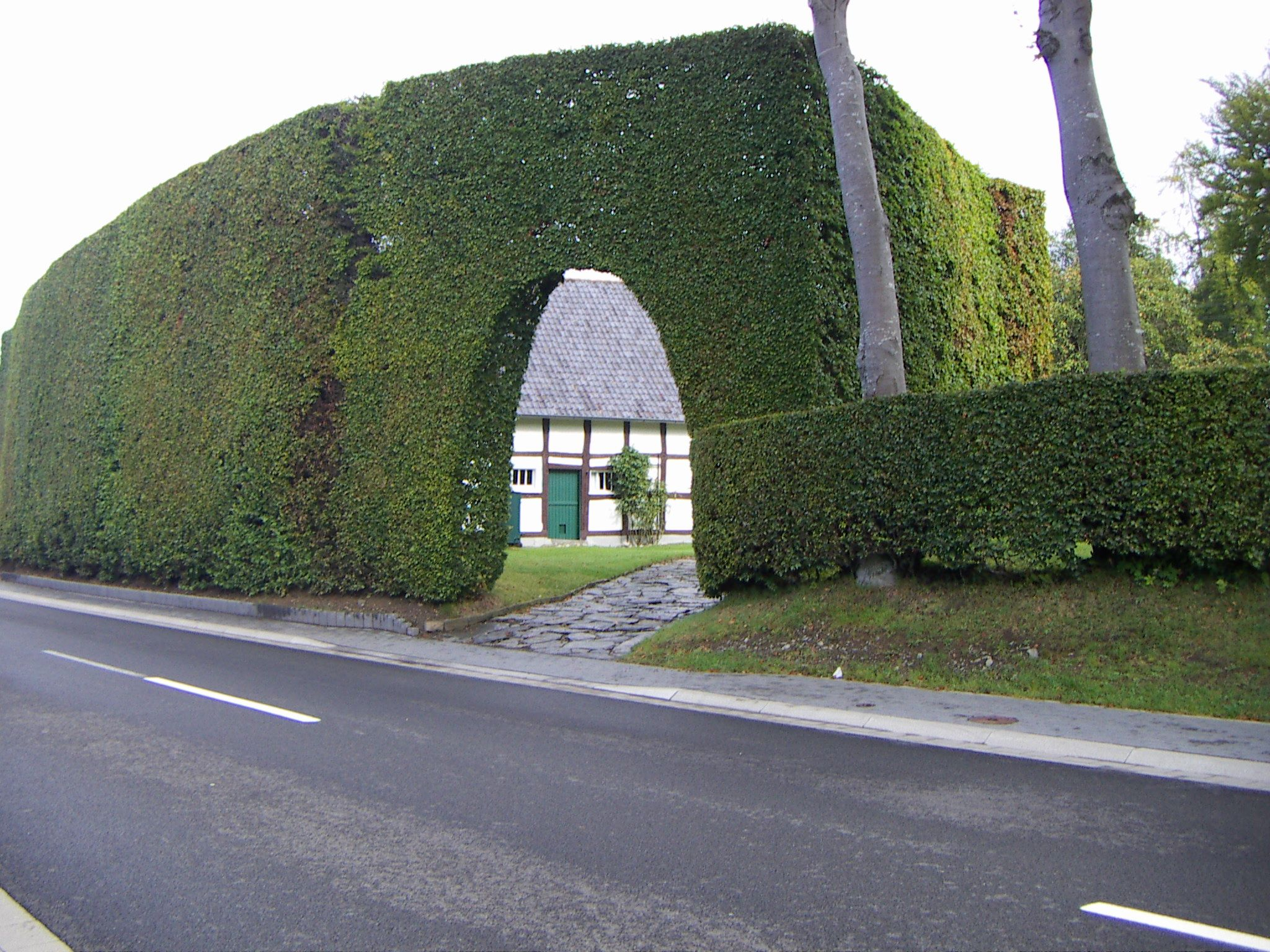
Valla de protección viva alrededor de una vivienda en Monschau.

### Protección visual y de la intimidad
Un seto bien proporcionado puede ser muy eficaz para preservar una propiedad de la mirada de los vecinos, o de la vista de una carretera o de un paisaje poco interesante. 

### Conservación del paisaje silvestre
Se amenaza cada vez más el paisaje silvestre. Los setos representan, respecto a una política productivista, una superficie agrícola no explotada. Es pues frecuente que sean arrasadas sin otro impedimento que un posible pleito. Al replantar los setos, y al intentar reconstruir una red, se contribuye eficazmente al mantenimiento de este paisaje tradicional de las campiñas.

### Valorización del paisaje
Un seto bien pensado confiere al terreno un potencial estético no desdeñable. Al establecer árboles con flores, con bayas o caducifolios, se puede apreciar, en cada temporada, una nueva paleta de color. Además, algunas especies son especialmente olorosas, madreselva por ejemplo, le dará un toque agradablemente perfumado al seto. La presencia de setos origina un intenso enriquecimiento de la experiencia del paisaje, pues ellos contribuyen a tensar la dualidad entre cobijo y despliegue visual. Esta misma dualidad se manifiesta como un dipolo perceptivo en los paisajes, establecido entre un paisaje de proximidad (el que acompaña al paseante, compuesto por los bordes del camino, los vallados, ribazos, cunetas, setos verdes y otros elementos situados en el primer plano visual) y un paisaje de fondo (compuesto por los fondos escénicos, las fugas visuales hacia la lejanía). Ello ofrece uno de los ingredientes del placer paisajístico: un enmascaramiento dinámico que permite combinar el ver con el ser invisible, en proporciones variables; una percepción deslizante que recorre varias escalas.
La importancia simbólica de las galerías arbóreas queda plasmada en numerosos textos descriptivos, que ponderan su encanto y desagradable hedor. Ya en el Madoz (1845-1850), por ejemplo, es valorado así el coto de Chote, en Santa Marta de Tera (Zamora): «Está poblado de fresnos e inmediato al cristalino Tera: el arbolado forma con el tejido de sus pomposas ramas un toldo impenetrable a los rayos del sol, que proporciona en el verano un largo y deleitoso paseo». Los bordes de arroyo desempeñan una función crucial, actualmente muy mermada a causa de la degradación general de estos. Las riberas arboladas ponen un motivo central en el paisaje; introducen una nota diferenciada en color, en verticalidad; proponen un tema de conexión, ondulado y azaroso, sobre la cada día más monótona retícula de las labranzas. Adquiere importancia la reivindicación de estos elementos constitutivos de bocage en el paisaje rural español, dentro de una estrategia general de diversificación.

### Producciones útiles al Hombre
Los setos aportan frutas y bayas (frambuesas, grosellas, moras, etc), son fuente también de plantas medicinales. Los productos que ofrecen leña y los residuos pueden ser compostados.
Algunos ejemplos de "Setos"

Detalles
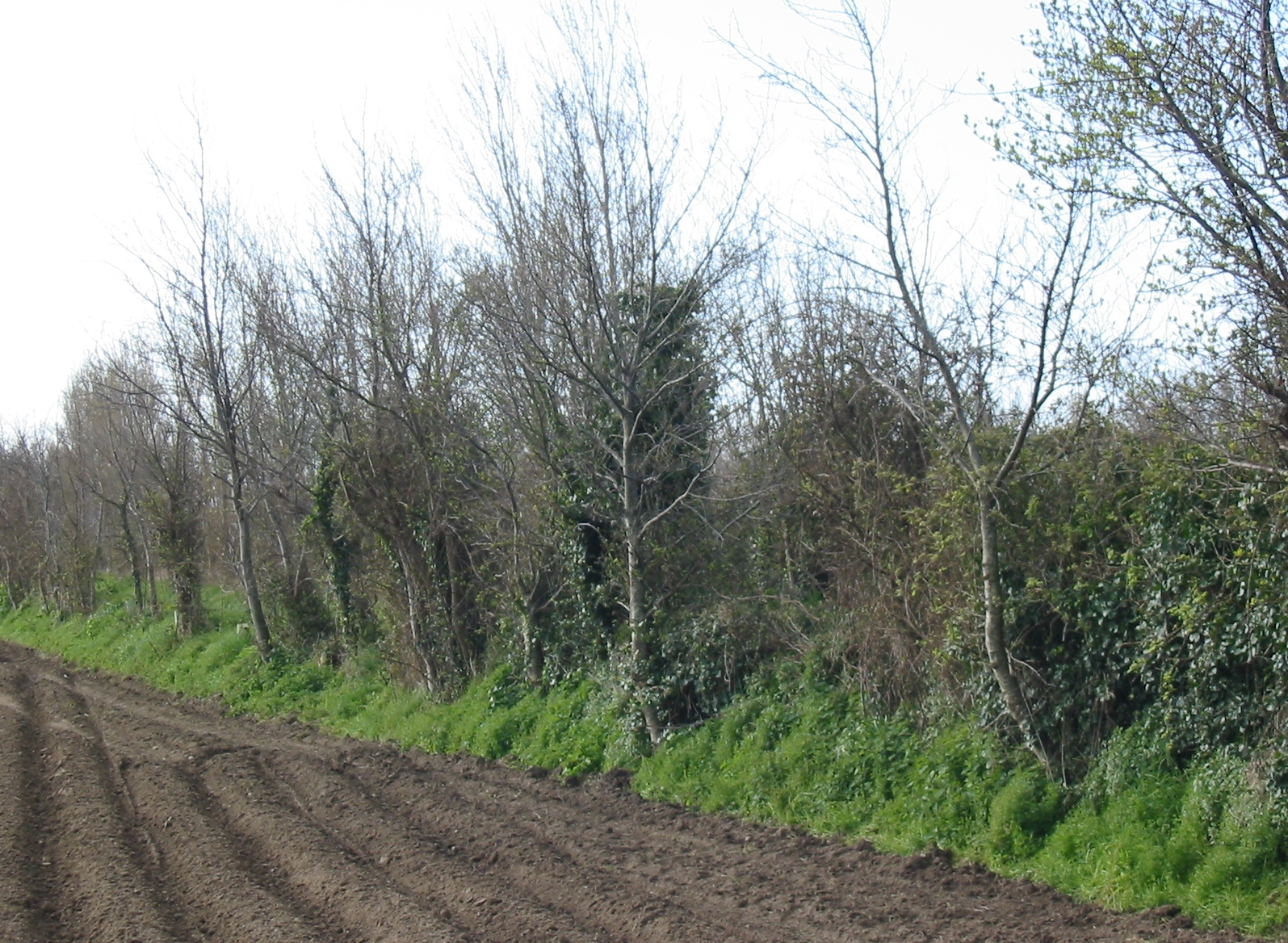
Seto junto a un terreno de cultivo en Jersey, Reino Unido.
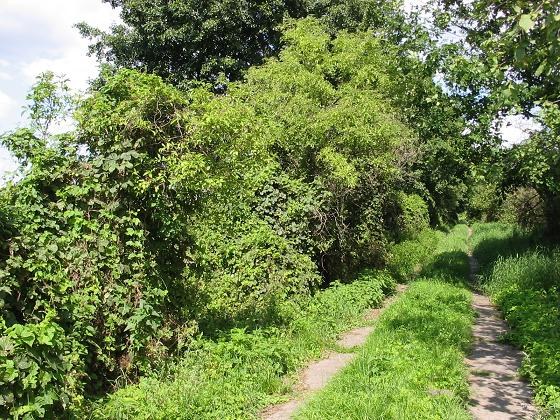
Seto en un camino rural en Stangenhagen, Brandenburgo.
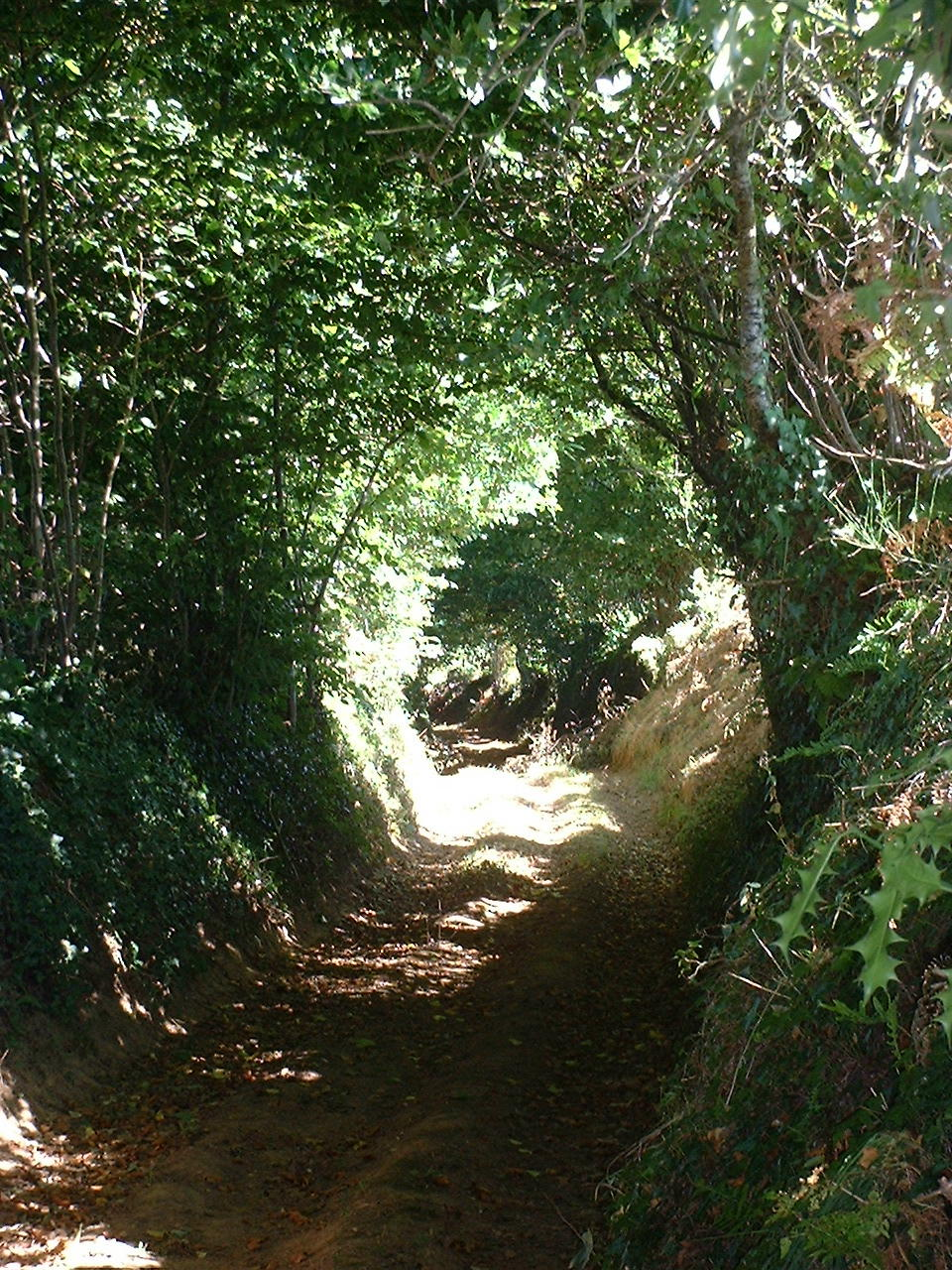
Seto siguiendo el trazado de un antiguo camino rural en Saint-Bômer-les-Forges (Orne, Francia).
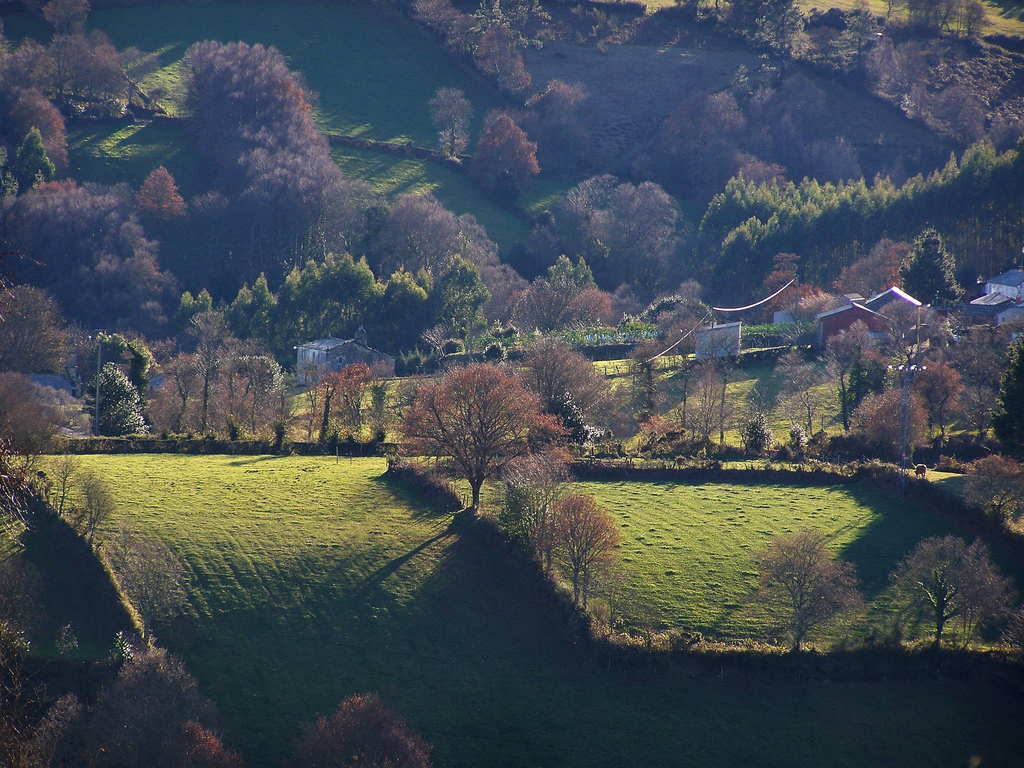
Setos de piedras y árboles en la parroquia de Labrada, en el consejo de Abadín en Lugo (Galicia).